# Mystus bleekeri
Mystus bleekeri är en fiskart som först beskrevs av Day, 1877.  Mystus bleekeri ingår i släktet Mystus och familjen Bagridae. IUCN kategoriserar arten globalt som livskraftig. Inga underarter finns listade i Catalogue of Life.